# Liste von Reedereien von Kreuzfahrtschiffen
Die Liste Reedereien von Kreuzfahrtschiffen bietet einen weltweiten Überblick über Reedereien und Reiseveranstalter der Kreuzfahrtbranche. Zudem sind einzelne Markennamen, unter denen ein oder mehrere Schiffe betrieben wurden, gelistet.

## Erklärung
- Name: Name der Reederei
- Jahr: Gründung bzw. Zeitraum des Geschäftsbetriebes
- Land: Herkunftsland der Reederei
- Sitz: Sitz der Reedereizentrale
- Schiffe: Anzahl der Schiffe (bei ehemaligen Reedereien zur Einstellung des Geschäftsbetriebs)
- Pass.: Passagierkapazität laut Angaben der Reederei (Stand: 2019) bzw. bei ehemaligen Reedereien zur Einstellung des Geschäftsbetriebs
- Bemerkungen: kurze Informationen zum Unternehmen

## Seekreuzfahrten
| Name                            | Jahr | Land                                      | Sitz                     | Schiffe | Pass.  | Bemerkungen                                                                            |
| ------------------------------- | ---- | ----------------------------------------- | ------------------------ | ------- | ------ | -------------------------------------------------------------------------------------- |
| AIDA Cruises                    | 1996 | Deutschland                               | Rostock                  | 11      | 39.790 | Tochtergesellschaft von Carnival Corp. & plc                                           |
| Ambassador Cruise Line          | 2021 | Vereinigtes Königreich                    | Purfleet, Thurrock       | 2       | 3.747  |                                                                                        |
| American Cruise Lines           | 1991 | Vereinigte Staaten                        | Guilford                 | 5       | 650    | kleine Schiffe für küstennahen Verkehr                                                 |
| Aurora Expeditions              | 1991 | Australien                                | Sydney                   | 2       | 264    | Expeditionskreuzfahrten                                                                |
| Azamara Cruises                 | 2007 | Vereinigte Staaten                        | Miami                    | 3       | 2.066  | bis 2021 Tochtergesellschaft der Royal Caribbean Group ehemals Azamara Club Cruises    |
| Carnival Cruise Line            | 1972 | Vereinigte Staaten                        | Miami                    | 27      | 88.340 | Tochtergesellschaft der Carnival Corporation & plc bis 2014 Carnival Cruise Lines      |
| Celebrity Cruises               | 1989 | Vereinigte Staaten                        | Miami                    | 13      | 26.126 | Tochtergesellschaft der Royal Caribbean Group                                          |
| Celestyal Cruises               | 1935 | Zypern                                    | Limassol                 | 2       | 2.844  |                                                                                        |
| Compagnie du Ponant             | 1988 | Frankreich                                | Marseille                | 9       | 1.856  | Luxuskreuzfahrten                                                                      |
| Costa Crociere                  | 1854 | Italien                                   | Genua                    | 15      | 53.013 | Tochtergesellschaft von Carnival Corp. & plc                                           |
| Crystal Cruises                 | 1988 | Vereinigte Staaten                        | Los Angeles              | 3       | 1.890  | bis 2015 Tochtergesellschaft von Nippon Yūsen Kaisha (NYK)                             |
| Cunard Line                     | 1840 | Vereinigtes Königreich Vereinigte Staaten | London Santa Clarita     | 4       | 10.168 | Tochtergesellschaft von Carnival Corp. & plc                                           |
| Disney Cruise Line              | 1995 | Vereinigte Staaten                        | Celebration              | 4       | 14.925 |                                                                                        |
| Fred. Olsen Cruise Lines        | 1848 | Vereinigtes Königreich                    | London                   | 4       | 4.075  |                                                                                        |
| Hapag-Lloyd Cruises             | 1970 | Deutschland                               | Hamburg                  | 5       | 1.537  | Luxuskreuzfahrten, Tochtergesellschaft von TUI AG und Royal Caribbean Group            |
| Holland-America Line            | 1873 | Vereinigte Staaten                        | Seattle                  | 15      | 26.934 | Tochtergesellschaft von Carnival Corp. & plc                                           |
| Hurtigruten AS                  | 1866 | Norwegen                                  | Tromsø                   | 10      | 9.391  |                                                                                        |
| HX Hurtigruten Expeditions      | 2021 | Vereinigtes Königreich                    | London                   | 5       |        | Expeditionskreuzfahrten                                                                |
| Iceland Pro Cruises             | 2003 | Schweiz                                   | Zug                      | 1       | 256    |                                                                                        |
| Lindblad Expeditions            | 1979 | Vereinigte Staaten                        | New York                 | 18      | 1.370  | 13 eigene und 5 gecharterte Schiffe                                                    |
| Mano Maritime                   | 1945 | Israel                                    | Haifa                    | 1       | 1.970  |                                                                                        |
| Marella Cruises                 | 1973 | Vereinigtes Königreich                    | Luton                    | 6       | 10.500 | Joint Venture der TUI AG und der Royal Caribbean Cruises Ltd. bis 2017 Thomson Cruises |
| Margaritaville at Sea           | 2014 | Vereinigte Staaten                        | Deerfield Beach, Florida | 2       | 3.988  |                                                                                        |
| MSC Cruises                     | 1970 | Schweiz                                   | Genf                     | 17      | 61.822 |                                                                                        |
| Nicko Cruises                   | 2018 | Deutschland                               | Stuttgart                | 1       | 1000   |                                                                                        |
| Norwegian Cruise Line           | 1966 | Vereinigte Staaten                        | Miami                    | 17      | 52.055 | Tochtergesellschaft der Norwegian Cruise Line Holdings                                 |
| NYK Cruises                     | 1991 | Japan                                     | Tokio                    | 1       | 872    | Tochtergesellschaft von Nippon Yusen Kaisha                                            |
| Oceania Cruises                 | 2002 | Vereinigte Staaten                        | Miami                    | 6       | 5.798  | Tochtergesellschaft der Norwegian Cruise Line Holdings                                 |
| Oceanwide Expeditions           | 1993 | Niederlande                               | Vlissingen               | 4       | 419    | Expeditionskreuzfahrten                                                                |
| P&O Cruises                     | 1837 | Vereinigtes Königreich                    | Southampton              | 7       | 19.379 | Tochtergesellschaft von Carnival Corp. & plc                                           |
| Phoenix Reisen                  | 1988 | Deutschland                               | Bonn                     | 4       | 4.015  | Veranstalter mit gecharterten Schiffen                                                 |
| Plantours Kreuzfahrten          | 1989 | Deutschland                               | Bremen                   | 1       | 400    |                                                                                        |
| Poseidon Expeditions            | 1999 | Vereinigtes Königreich                    | Limassol                 | 2       | 238    |                                                                                        |
| Princess Cruises                | 1965 | Vereinigte Staaten                        | Santa Clarita            | 18      | 50.698 | Tochtergesellschaft von Carnival Corp. & plc                                           |
| Quark Expeditions               | 1985 | Vereinigte Staaten                        | Seattle                  | 6       | 875    | Expeditionskreuzfahrten                                                                |
| Regent Seven Seas Cruises       | 1990 | Vereinigte Staaten                        | Miami                    | 4       | 2.640  | Tochtergesellschaft der Norwegian Cruise Line Holdings Luxuskreuzfahrten               |
| Royal Caribbean International   | 1968 | Vereinigte Staaten                        | Miami                    | 26      | 97.720 | Tochtergesellschaft der Royal Caribbean Group                                          |
| Saga Cruises                    | 1996 | Vereinigtes Königreich                    | Folkestone               | 2       | 2.157  | Markenname für Kreuzfahrtaktivitäten der Acromas Shipping Ltd.                         |
| Scenic Luxury Cruises and Tours | 1986 | Vereinigtes Königreich                    | Manchester               | 2       | 456    | Luxuskreuzfahrten                                                                      |
| Seabourn Cruise Line            | 1987 | Vereinigte Staaten                        | Miami                    | 5       | 2.574  | Tochtergesellschaft der Carnival Corporation & plc Luxuskreuzfahrten                   |
| Sea Cloud Cruises               | 1979 | Deutschland                               | Hamburg                  | 2       | 158    | Luxuskreuzfahrten mit Segelschiffen                                                    |
| SeaDream Yacht Club             | 2002 | Norwegen                                  | Oslo                     | 2       | 224    | Yachting, Privatbesitz                                                                 |
| Silversea Cruises               | 1993 | Monaco                                    | Monaco                   | 8       | 2.796  | Tochtergesellschaft der Royal Caribbean Group Luxuskreuzfahrten                        |
| Star Clippers                   | 1992 | Monaco                                    | Monaco                   | 3       | 567    | Luxuskreuzfahrten mit Segelschiffen                                                    |
| Star Cruises                    | 1993 | Volksrepublik China                       | Hongkong                 | 2       | 6.332  | Marke der Genting Group                                                                |
| TUI Cruises                     | 2008 | Deutschland                               | Hamburg                  | 7       | 17.780 | Joint Venture der TUI AG und der Royal Caribbean Cruises Ltd.                          |
| Viking Ocean Cruises            | 2013 | Schweiz                                   | Basel                    | 12      |        |                                                                                        |
| Virgin Voyages                  | 2014 | Vereinigte Staaten                        | Plantation               | 3       | 8.100  | Adults-Only-Kreuzfahrten                                                               |
| Windstar Cruises                | 1984 | Vereinigte Staaten                        | Seattle                  | 6       | 1.306  | bis 2007 Tochtergesellschaft der Carnival Corporation & plc                            |

### Ehemalige Seeschiff-Reedereien
| Name                      | Jahr | Land                              | Sitz               | Schiffe | Pass. | Bemerkungen                                                                                     |
| ------------------------- | ---- | --------------------------------- | ------------------ | ------- | ----- | ----------------------------------------------------------------------------------------------- |
| CDF Croisières de France  | 2007 | Frankreich                        | Paris              | 2       | 3.649 | Tochtergesellschaft von Royal Caribbean Cruises Ltd.                                            |
| Cruise & Maritime Voyages | 2007 | Vereinigtes Königreich            | Essex              | 6       |       | Insolvenz 2020                                                                                  |
| Dream Cruises             | 2016 |                                   |                    | 3       |       | Insolvenz 2022                                                                                  |
| Ibero Cruceros            | 2007 |                                   |                    | 2       |       | Tochtergesellschaft der Carnival Corporation & plc spanischsprachiger Markt                     |
| Island Cruises            | 2001 |                                   |                    | 1       |       | Joint Venture zwischen Royal Caribbean Cruises und First Choice Holidays                        |
| P&O Cruises Australia     | 2001 | Vereinigtes Königreich Australien | Southampton Sydney | 3       | 5.276 | Tochtergesellschaft der Carnival Corporation & plc 2025 in der Carnival Cruise Line aufgegangen |
| Pullmantur Cruises        |      | Spanien                           | Madrid             | 4       |       | Tochtergesellschaft der Royal Caribbean Group spanischsprachiger Markt Insolvenz 2020           |

## Flusskreuzfahrten
| Name                   | Jahr | Land        | Sitz       | Schiffe | Pass. | Bemerkungen                                  |
| ---------------------- | ---- | ----------- | ---------- | ------- | ----- | -------------------------------------------- |
| 1AVISTA Reisen         | 2007 | Deutschland | Köln       | 10      | 1.000 |                                              |
| A-ROSA Flussschiff     | 2009 | Deutschland | Rostock    | 11      | 2.132 |                                              |
| Lüftner Cruises        | 1997 | Österreich  | Innsbruck  | 13      | 1.688 | Schiffe fahren unter dem Markennamen AMADEUS |
| Nicko Cruises          | 1999 | Deutschland | Stuttgart  | 33      | 4.701 | Veranstalter mit gecharterten Schiffen       |
| Phoenix Reisen         | 1993 | Deutschland | Bonn       | 24      |       |                                              |
| Plantours Kreuzfahrten | 1989 | Deutschland | Hamburg    | 6       |       |                                              |
| Viking River Cruises   | 1997 | Schweiz     | Basel      | 17      | 3.000 |                                              |
| Viva Cruises           | 2018 | Deutschland | Düsseldorf | 10      |       | Tochter der Scylla AG                        |